# Dietrich Fischer-Dieskau
Dietrich Fischer-Dieskau (n. 28 mai 1925, Berlin, Republica de la Weimar – d. 18 mai 2012, Berg, Bavaria, Germania) a fost un bariton și dirijor german, unul dintre cei mai renumiți interpreți de lieduri din a doua jumătate a secolului al XX-lea. Interpretările liedurilor lui Franz Schubert, în special ciclul Winterreise⁠(de)[traduceți], înregistrate cu acompaniamentul lui Gerald Moore⁠(en)[traduceți] și Jörg Demus⁠(en)[traduceți], sunt aclamate de critică la jumătate de secol după apariția lor.